# BahnTower

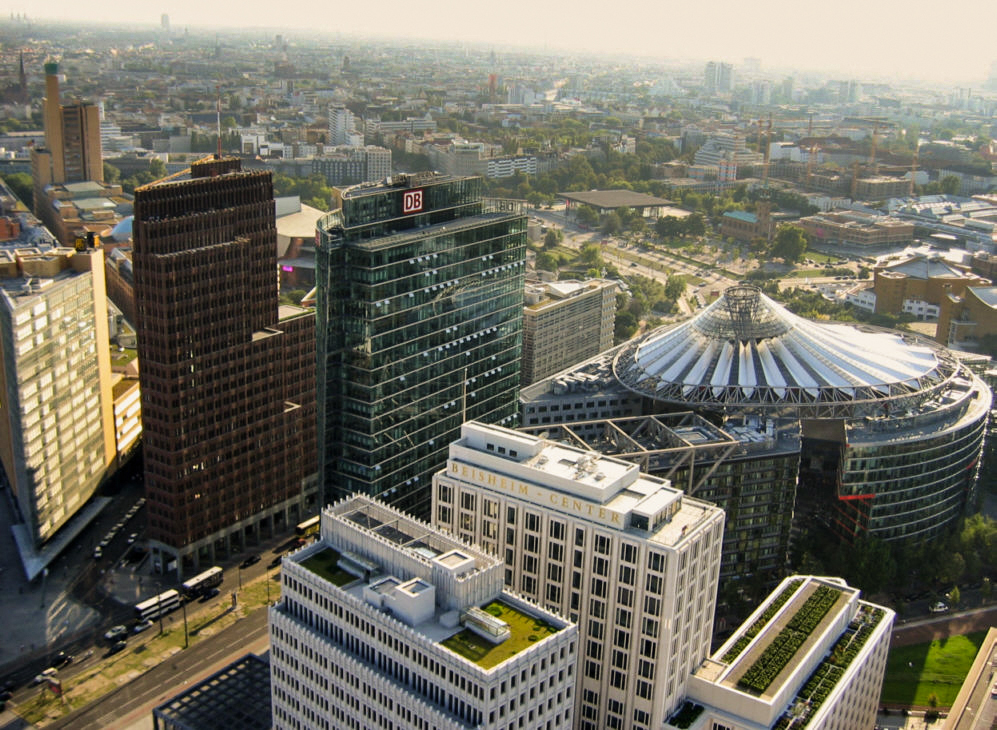
Pohled na Potsdamer Platz: vlevo centrála DaimlerChrysler, debis-Haus a Kollhoff-Tower, ve středu BahnTower, vpravo Sony Center, v popředí Beisheim-Center

BahnTower je výšková budova stojící na Potsdamer Platz v Berlíně. Má 26 poschodí a výšku 103 metrů, sídlí v ní vedení koncernu Deutsche Bahn. Společně s vedlejší budovou Kollhoff-Tower jsou obě stavby architektonickými dominantami nově zastavěné plochy Potsdamer Platz. BahnTower je v roce 2015 šestou nejvyšší výškovou budovou v Berlíně a celkově 64. v Německu.
BahnTower byla postavena v letech 1998-1999 podle projektu amerického architekta německého původu Helmuta Jahna. Budova má skleněnou fasádu, jejíž dílce se již několikrát uvolnily a dopadly na chodník, nikdo však nebyl zraněn.

## Stěhování centrály Deutsche Bahn
Protože v roce 2010 měla vypršet Deutsche Bahn nájemní smlouva s firmou Sony, která ji DB v roce 2000 pronajala, koncern předpokládal, že se centrála přemístí na nové hlavní nádraží. V květnu 2007 vypsalo vedení DB celoevropské výběrové řízení na přestavbu tamějších prostor. Odhadované náklady měly činit 133,8 miliónů eur a stavba měla probíhat od 1. září 2007 do 31. srpna 2009.  V listopadu 2008 společnost plány na přesun zamítla a v roce 2009 byla smlouva o pronájmu prodloužena o dalších 15 let.